# 黑眼圓吻鱥
黑眼圓吻鱥（學名：Dionda melanops）為輻鰭魚綱鯉形目雅羅魚科圓吻鱥屬的其中一種，分布於北美洲墨西哥淡水流域，棲息在小溪、河川源頭底中層水域，以藻類為食，生活習性不明。

## 扩展阅读
維基物種上的相關：黑眼圓吻鱥